# Pyrimidine
La pyrimidine  (ou 1,3-diazine ) est une molécule azotée hétérocyclique aromatique (C4H4N2) voisine de la pyridine et comportant deux atomes d'azote. Elle est aussi isomère de position de la pyridazine (1,2-diazine) et la pyrazine (1,4-diazine). Dans un sens plus large, ses dérivés à bases pyrimidiques sont aussi appelés pyrimidines. Ils se retrouvent notamment dans les bases nucléiques constituant les molécules d'ADN et d'ARN : cytosine, thymine, uracile.
Dans l'ADN ces bases forment des liaisons hydrogène avec leurs purines complémentaires :

Adénine (A)
Thymine (T)
Paire de bases A=T

Guanine (G)
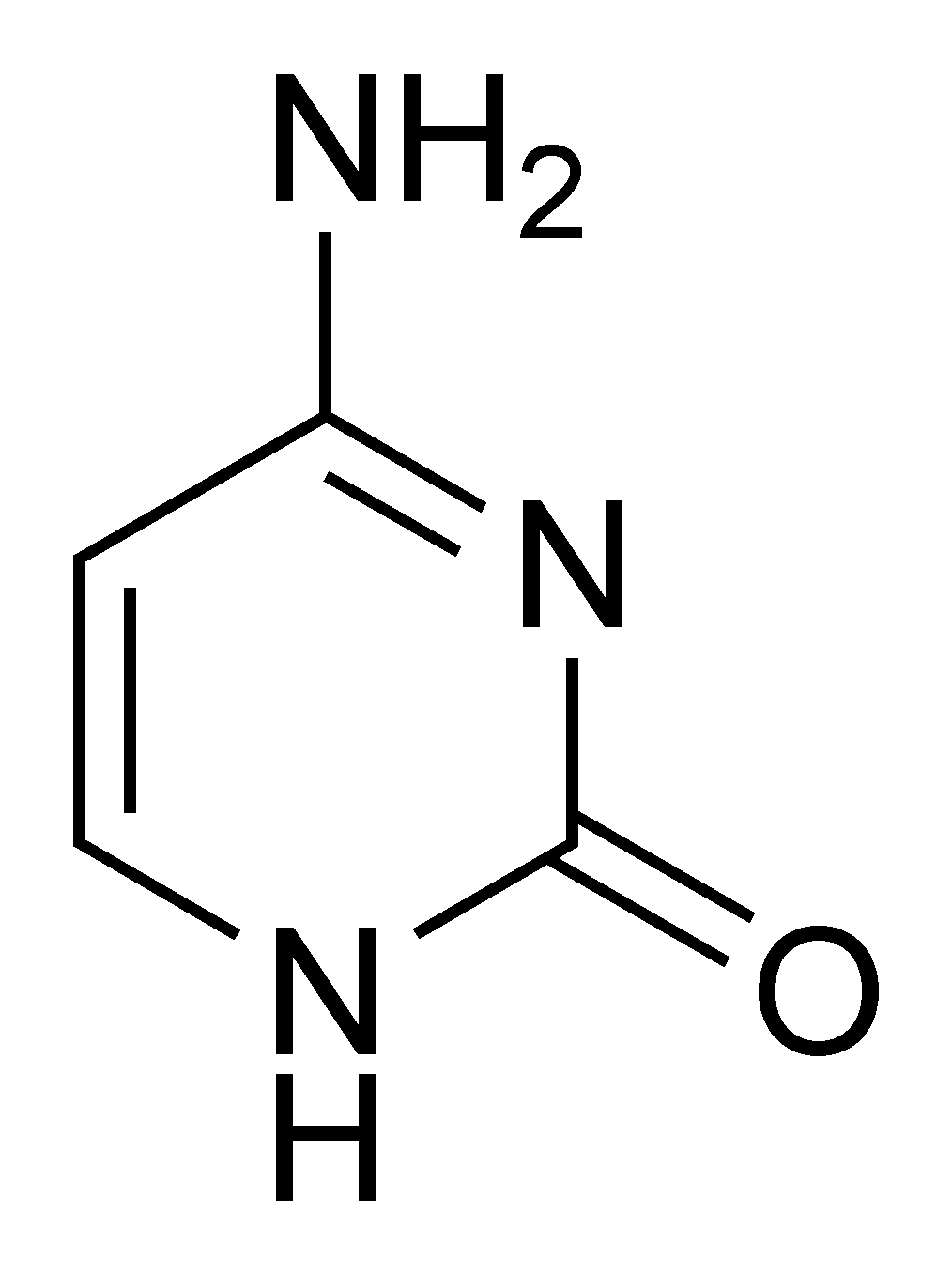
Cytosine (C)
Paire de bases G≡C

Dans l'ARN, le complément de A (adénine) est l'uracile au lieu de la thymine :

Adénine (A)
Uracile (U)
Paire de bases A=U

Guanine (G)
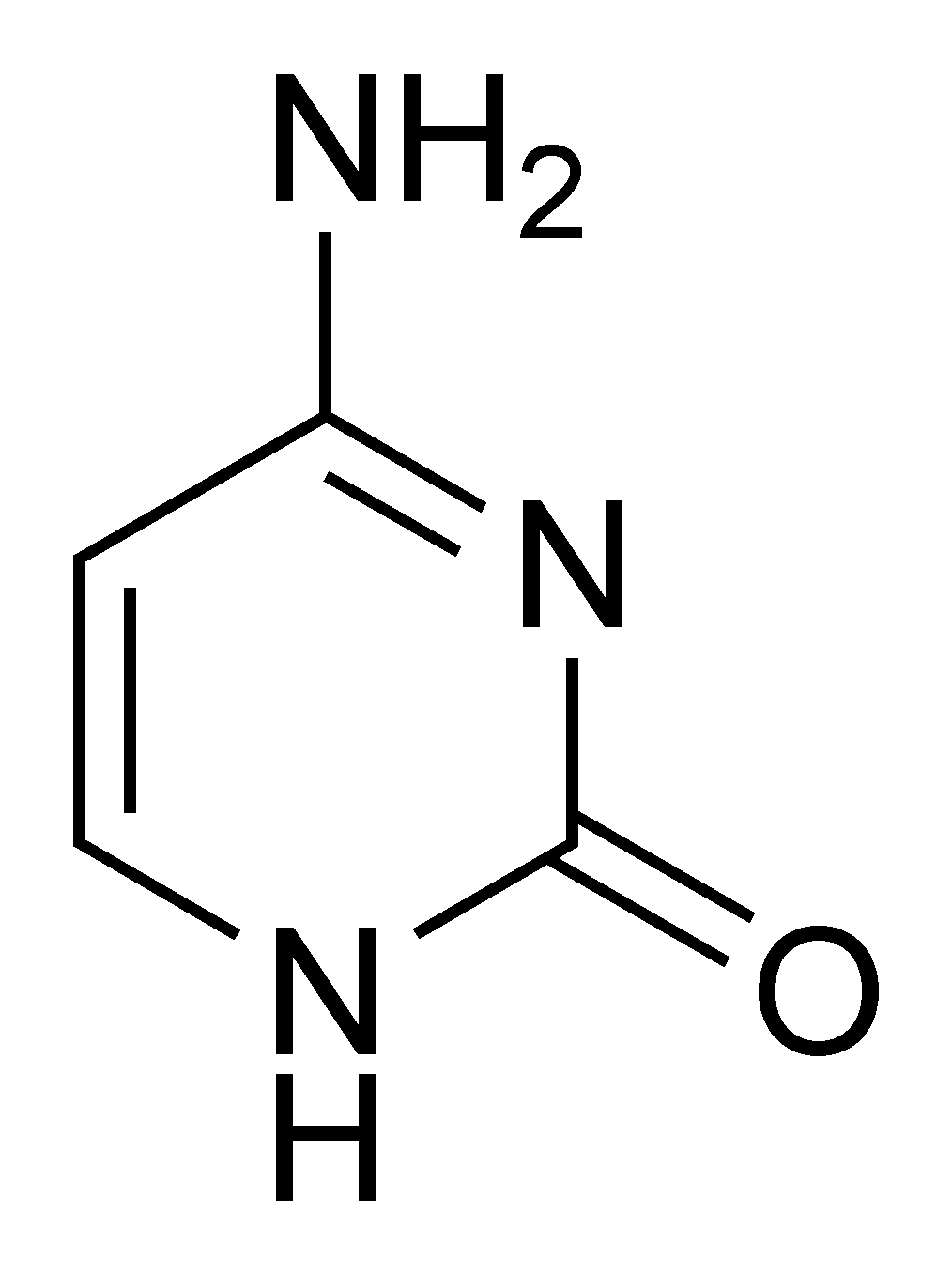
Cytosine (C)
Paire de bases G≡C

## Synthèse des pyrimidines
La plupart des organismes vivants sont capables de synthétiser naturellement des pyrimidines. On ne connaît actuellement qu'une voie de biosynthèse commune ; cette voie part de l'aspartate qui est transformé par trois réactions consécutives en orotate (elle-même une pyrimidine), qui devient ensuite de l'UMP après deux réactions supplémentaires. Les autres nucléotides pyrimidiques peuvent ensuite être créés à partir de l'UMP.
Chez l'homme, la synthèse des pyrimidines se produit dans le cytoplasme des cellules, et plus particulièrement dans celles du foie, voire dans les cellules du cerveau mais dans une moindre mesure. Cette voie de biosynthèse est la cible de nombreux inhibiteurs pharmacologiques.
Les pyrimidines peuvent être obtenues synthétiquement par réaction entre un dérivé β-dicarbonylé (ex. : β-dicétone) et une amidine (ou un composé similaire tel l'urée, la thiourée ou la guanidine) à l'aide de catalyse acide ou basique si les combinaisons de nucléophile-électrophile ne sont pas assez réactives. Certaines de ces combinaisons peuvent conduire à la formation de pyrimidones, analogues des pyridones.
Une voie de synthèse intéressante des méthylpyrimidines est l'addition de l'amidure de sodium sur la 2-bromopyridine. Alors que les conditions sont similaires à la réaction de Chichibabin, on a addition en position 4, ouverture de cycle avec élimination du bromure, réarrangement et fermeture de cycle pour donner la 4-méthylpyrimidine, avec un rendement de 80 %. Appliquée à la 2-bromopyrimidine, cette réaction mène à une 1,3,5-triazine. Cependant, la 2,6-dibromopyridine, traitée dans les mêmes conditions, ne donne pas de triazine comme l'on pourrait l'imaginer mais à un diazole, par contraction de cycle.

## Dimère
Dans l'ADN, lorsque deux bases pyrimidiques (la cytosine ou la thymine) sont empilées consécutivement sur le même brin, elles peuvent réagir sous l'action des rayons UV pour former un dimère covalent. Ce dimère de pyrimidine se forme par cycloaddition sur les doubles liaisons entre les carbones 5 et 6. Il se forme un cycle cyclobutane entre les deux bases consécutives.
Cette modification photochimique induit une déformation et une rigidification de la double hélice d'ADN, qui interfère avec la réplication. Ce mécanisme peut induire des mutations dans les cellules exposées et constitue la base du pouvoir cancérogène du rayonnement UV. Toutes les cellules vivantes disposent d'un mécanisme de réparation spécifique de cette lésion, basé sur des enzymes appelées photolyases.

## Réactivité chimique[6]
Les cycles diaziniques, dont la pyrimidine, sont des cycles aromatiques Pi-déficitaires car le doublet non-liant de l’azote ne participe pas au système aromatique. Étant donné l’électronégativité supérieure des atomes d’azote,  les atomes de carbone du cycle seront  donc déficients en électrons. 
Les pyrimidines seront donc des cycles pauvres en électrons, basiques et sensibles à la complexation du fait de la disponibilité du doublet non liant de l’azote.
Du fait du caractère déficient en électron des atomes de carbone, les cycles diaziniques sont la plupart du temps peu sensibles aux attaques des réactifs électrophiles. Cependant la présence d’un groupement électro-donneur sur le cycle, peut compenser cet effet. La position 5 de la pyrimidine, également appelée position « aromatique » car elle est moins déficiente en électron que les positions 2, 4 ou 6  peut dans certains cas subir des attaques électrophiles.
À l’opposé, les attaques nucléophiles peuvent avoir lieu facilement sous forme d’addition ou de substitution, que ce soit avec des nucléophiles azotés, oxygénés, soufrés, halogénés…. 
Certains réducteurs peuvent conduire à une réduction du cycle diazinique et les oxydants tels que H2O2, les peracides peuvent conduire à des N-Oxydes 
L’échange halogène-métal via des dérivés lithiés, très efficace en série benzénique et pyridinique ne peut être que rarement utilisé en série pyrimidinique à cause de la réaction parasite d’addition nucléophile des alkyllithiums sur la structure aromatique. La plupart des exemples de la littérature concernent la position  5 de la pyrimidine. Une méthode d’échange halogène-métal par utilisation du tri-n-butylmagnésiate de lithium en série diazinique a récemment été mise au point.
La fonctionnalisation de la pyrimidine via la réaction de métallation a été initiée dans les années 1990. Étant donné la faible énergie des orbitales basses vacantes des diazines, les réactions d’addition nucléophiles sont des réactions concurrentes de la réaction de métallation. L’utilisation d’alkyllithiums n’est donc généralement pas efficace pour métaller les diazines. Cependant l’effet fortement attracteur des deux atomes d’azote rend les hydrogènes du cycle plus acide, ce qui permet d’utiliser les bases plus faibles mais moins nucléophiles tels que les alkylamidures de lithium comme le LDA  (Lithium di-i-propylamide) ou la LTMP  (Lithium 2,2,6,6-tetramethylpiperidide). Il est à noter que contrairement au benzène ou à la pyridine, la présence d’un groupement ortho-directeur n’est pas toujours nécessaire.
La pyrimidine peut également subir des réactions de couplage croisé catalysées par des métaux de transition tels que le Palladium. Le plus souvent, la pyrimidine est utilisée comme électrophile (pyrimidines halogénées). La particularité des cycles diaziniques est que les couplages croisés peuvent le plus souvent être réalisés sur des dérivés chlorés en utilisant comme catalyseur le traditionnel tetrakis(triphenylphosphine)palladium (0). En effet, en raison du caractère Pi-déficitaire du cycle diazinique, la liaison carbone-chlore est activée et rend possible l’addition oxydante du palladium. Ainsi des réactions de Suzuki, de Stille  et de Negishi peuvent être réalisées sur des chlorodiazines en utilisant comme catalyseur Pd(PPh3)4. Quelques exemples de couplages de Sonogashira sur des chloropyrimidines  sont décrits dans la littérature mais en général avec des rendements plus faibles que dans le cas de dérivés bromés, iodés ou triflés. Il est à noter que lors d’une réaction de couplage sur la pyrimidine, un chlore en position 4 est plus réactif qu’un chlore en position 2 lui-même plus réactif qu’un chlore en position 5. La pyrimidine peut être également utilisée comme nucléophile par le biais de dérivés organométalliques, ainsi certains dérivés organozinciques et stannylés  de pyrimidines, ont été décrits. Quelques dérivés borylés de diazines ont été décrits principalement en position 5 de la pyrimidine.